# The Lapins Crétins partent en live
The Lapins Crétins partent en live est un jeu vidéo de type party game développé par Ubisoft Paris et Ubisoft Milan et édité par Ubisoft sur Xbox 360. Il s'agit d'un ensemble de mini-jeux sur le thème des Lapins Crétins.

## Accueil
- Jeuxvideo.com : 8/20[2]